# ジョン・ホイーラー
ジョン・アーチボルト・ホイーラー（John Archibald Wheeler, 1911年7月9日 - 2008年4月13日）は、アメリカ合衆国の物理学者である。

## 経歴
フロリダ州ジャクソンビルで生まれ、1933年にジョンズ・ホプキンズ大学からPh.D.を取得、1934年から翌年までコペンハーゲン大学でニールス・ボーアのもとで学んだ。1935年にノースカロライナ大学チャペルヒル校助教授、1938年プリンストン大学助教授となった。第二次世界大戦の間、マンハッタン計画に参加し、ニールス・ボーアと共同で「核分裂メカニズム」を書き上げ、水爆計画推進に貢献した。1947年に教授に就任。1976年からテキサス大学オースティン校の理論物理学研究所長を務めた。

## 業績
アルベルト・アインシュタインの共同研究者として、統一場理論の構築に取り組んだ。そして、一般相対性理論、量子重力理論の理論研究で多くの足跡を残した。1960年代には、中性子星と重力崩壊の理論的分析を行ない、相対論的天体物理学の先駆者となった。宇宙の波動関数を記述するホイーラー・ドウィット方程式は、量子重力研究の先駆的成果の一つである。また、ワームホール（1957年）の命名者として、また用語としてのブラックホールを広く定着させたことでも知られている。

## 受賞歴
- 1954年 -  リヒトマイヤー記念賞
- 1965年 -  アルベルト・アインシュタイン賞
- 1968年 -  エンリコ・フェルミ賞
- 1969年 -  フランクリン・メダル
- 1970年 -  アメリカ国家科学賞
- 1983年 -  エルステッド・メダル
- 1988年 -  アルベルト・アインシュタイン・メダル
- 1989年 -  マルセル・グロスマン賞、ベンジャミン・フランクリン・メダル
- 1992年 -  オスカル・クラインメダル
- 1993年 -  マテウチ・メダル
- 1997年 -  ウルフ賞物理学部門
- 2003年 -  アインシュタイン賞

## 著作
- Wheeler, John Archibald (1962). Geometrodynamics. New York: Academic Press. doi:10.1103
- Misner, Charles W.; Kip S. Thorne, John Archibald Wheeler (September 1973). Gravitation. San Francisco: W. H. Freeman. ISBN 0-7167-0344-0
- Some Men and Moments in the History of Nuclear Physics: The Interplay of Colleagues and Motivations (1979). University of Minnesota Press
- A Journey Into Gravity and Spacetime (1990). Scientific American Library. W.H. Freeman & Company 1999 reprint: ISBN 0-7167-6034-7
  - （邦訳）『時間・空間・重力―相体論的世界への旅』 戎崎 俊一(訳) 東京化学同人 1991年 ISBN 4807912232
- Spacetime Physics: Introduction to Special Relativity (1992). W. H. Freeman, ISBN 0-7167-2327-1
  - （邦訳）『時空の物理学―相対性理論への招待』曽我見 郁夫(訳), 林 浩一(訳) 現代数学社 1991年 ISBN 4768702511
- At Home in the Universe (1994). American Institute of Physics 1995 reprint: ISBN 1-56396-500-3
- Geons, Black Holes, and Quantum Foam: A Life in Physics (1998). New York: W.W. Norton & Co, hardcover: ISBN 0-393-04642-7, paperback: ISBN 0-393-31991-1 — autobiography and memoir.
- Exploring Black Holes: Introduction to General Relativity (2000). Addison Wesley, ISBN 0-201-38423-X
  - （邦訳）『一般相対性理論入門』牧野 伸義(訳) ピアソン・デュケーション 2004年 ISBN 4894714272